# Sylvilagus
Pour les articles homonymes, voir Lapin.
Genre
Le genre Sylvilagus forme un groupe d'espèces de lapins de la famille des Léporidés. Ils sont appelés communément « lapins d'Amérique » ou « lapins américains » même s'ils ne sont pas les seuls lapins du continent. Ce genre comprend, entre autres, le Lapin à queue blanche et le Lapin de Nouvelle-Angleterre.

## Liste des espèces
Selon Mammal Species of the World (version 3, 2005)  (16 sept. 2010) :
- Sylvilagus aquaticus (Bachman, 1837) - Lapin aquatique[3],[4]
- Sylvilagus audubonii (Baird, 1858) - Lapin d'Audubon[3]
- Sylvilagus bachmani (Waterhouse, 1839) - Lapin de Bachman[3]
- Sylvilagus brasiliensis (Linnaeus, 1758) - Lapin du Brésil[4] ou Tapeti
- Sylvilagus cognatus (Nelson, 1907)
- Sylvilagus cunicularius (Waterhouse, 1848)
- Sylvilagus dicei (Harris, 1932)
- Sylvilagus floridanus (J. A. Allen, 1890) - Lapin de Floride[4] ou Lapin à queue blanche[3],[4]
- Sylvilagus graysoni (J. A. Allen, 1877)
- Sylvilagus insonus (Nelson, 1904)
- Sylvilagus mansuetus (Nelson, 1907)
- Sylvilagus nuttallii (Bachman, 1837) - Lapin de Nuttall[3],[4]
- Sylvilagus obscurus (Chapman, Cramer, Deppenaar and Robinson, 1992)
- Sylvilagus palustris (Bachman, 1837) - Lapin des marais[3]
- Sylvilagus robustus (Bailey, 1905)
- Sylvilagus transitionalis (Bangs, 1895) - Lapin de Nouvelle-Angleterre[3],[4]
- Sylvilagus varynaensis (Durant & Guevara, 2001)